# 石桂珍
石桂珍（1944年—），女，山东肥城人，中国射箭运动员，八一射箭队运动员。曾两次获得体育运动荣誉奖章。